# Päivi Alafrantti
Päivi Jaana Marit Alafrantti, finska atletinja, * 8. maj 1964, Tervola, Finska.
Nastopila je na poletnih olimpijskih igrah v letih 1988 in 1992, leta 1988 je dosegla deseto mesto v metu kopja. Na evropskih prvenstvih je osvojila naslov prvakinje leta 1990. 